# Guadalupe-medvefóka
A Guadalupe-medvefóka (Arctocephalus townsendi) az emlősök (Mammalia) osztályának ragadozók (Carnivora) rendjébe, ezen belül a fülesfókafélék (Otariidae) családjába tartozó faj.

## Előfordulása
Guadalupén és a környező szigeteken honos, de korábban kihaltnak hitték.

## Megjelenése
A Guadalupe-medvefóka bundája szürkésbarna színű. A hímek nagyobbak mint a nőstények, testsúlyuk elérheti akár a 124-160 kilogrammot is, a nőstényeké 50-55 kilogrammot érhet el. A hímek hossza 1,9 méter, a nőstényeké pedig 1,4 méter.

## Életmódja
Ragadozó állat. Fő táplálékai makrélafélék és egyéb halfajták.

## Külső hivatkozások
- Képek a fajról